# Operační technologie
Operační technologie, označované též jako OT, jsou technologiemi pro ovládání řídících systémů budov nebo také dopravní signalizace, řízení elektrárenských rozvoden či výrobních linek továren. Dalšími pojmy, kterými mohou tyto technologie označovány jsou SCADA (Supervisory Control And Data Acquisition) či ICS (Industrial Control System).
Ve zkratce se za operační technologie označuje hardware a software, který umožňuje zjišťovat stav daných zařízení či provádět úpravy nastavení těchto zařízení. 
Do těchto technologií řadíme:
- PLC
- CNC Systémy
- Vědecké vybavení jako např. digitální osciloskopy
- Automatizační systémy budov BAS (Building Automation Systems) za použití protokolu BACnet
- Ovládání světelné signalizace
- Monitoring využití energie
- Dopravní systémy

## Protokoly
Ačkoliv se jedná o počítačové systémy, nejsou tyto systémy podobné běžných počítačům a často používají své vlastní protokoly, které jsou dle ISO/OSI modelu na linkové vrstvě L2.
Příklady takových protokolů jsou například:
- DNP3
- Modbus
- PROFInet/PROFIbus
- LonWorks
- DALI
- BACnet
- KNX
- OPC UA
- Siemens S7 (SIMATIC)

Některé z těchto protokolů jsou na síťové vrstvě L3 (například protokol Modbus či protokol OPC UA), ale jiné jsou na linkové vrstvě na L2 (např. PROFInet).

## Využití
Operační technologie se využívají v mnoha oblastech:
- Paliva
- Energie
- Výrobní a montážní linky
- Čističky odpadních vody
- Doprava
- Kritická infrastruktura
- Řízení ventilačních a klimatizačních jednotek budov
- Řízení dopravní signalizace
- a mnoho dalších

## Bezpečnost
Sítě operačních technologií byly od prvopočátku navrženy tak, aby splnily svůj účel k ovládání zařízení, ale bohužel se v danou dobu na bezpečnost příliš nedbalo. Většina výrobců používala při implementaci tzv. security-by-obscurity, tedy bezpečnost danou neznámostí fungování systémů. Tento postup se postupem času ukázal jako nevyhovující a je mnoho bezpečnostních expertů, kteří zkoumají tyto průmyslové systémy a odhalují jejich slabiny, tedy je nezbytné minimálně zajistit oddělenou síť pro zařízení se zařízeními operačních technologií tak, aby byl přístup k těmto systémům velmi omezen pouze na nezbytně nutný personál.

### Útoky na operační technologie
Hlavní článek: Útoky na operační technologie
Ačkoliv využívají operační technologie jiných principů než běžné informační technologie, nikdy nebylo dáno na jejich bezpečnost spíše jako na jejich funkčnost. Od roku 2014 bylo zaznamenáno mnoho útoků na tyto systémy.